# Schlacht am Fraenkelufer
Die Schlacht am Fraenkelufer bezeichnet eine Straßenschlacht zwischen Mitgliedern der Hausbesetzerbewegung und der Polizei zwischen dem 12. und 14. Dezember 1980 im West-Berliner Stadtteil Kreuzberg. Anlass war die Verhinderung der Besetzung des Hauses Fraenkelufer 48 durch die Polizei am Abend des 12. Dezember. Nach heftigen Straßenschlachten an den Abenden des 12. und 13. Dezember, in deren Verlauf über 200 Personen verletzt und 66 verhaftet wurden, wurde das Haus Fraenkelufer 48 am 14. Dezember ohne nochmaliges Eingreifen der Polizei doch noch besetzt. In Polizeikreisen wurden die Häuser Fraenkelufer 46, 48 und 50 von nun an als „Fraenkelburg“ bezeichnet. Die Bewohner galten als besonders militant.
Die sogenannte „Schlacht am Fraenkelufer“ gilt als Startschuss für die Welle an Hausbesetzungen Anfang der 1980er in Westberlin und als Geburtsstunde der autonomen Bewegung in Berlin.

## Chronologie
Bereits Anfang der 1970er Jahre wurden in Kreuzberg das ehemalige Bethanien-Krankenhaus (siehe: Georg-von-Rauch-Haus) und das Tommy-Weisbecker-Haus besetzt. Ab 1979 nahmen Besetzungen leerstehender Gebäude in Berlin zu und ein „Besetzerrat“ als gemeinsame Vertretung wurde gegründet. Im Dezember 1980 waren insgesamt 18 Häuser besetzt, darunter auch das Fraenkelufer 50.
Am 12. Dezember 1980 gegen 17 Uhr versuchte eine Gruppe Jugendlicher das Haus Fraenkelufer 48 zu besetzen. Im Gegensatz zu ihrem Verhalten bei früheren Besetzungen griff die Polizei diesmal ein. Innerhalb der Hausbesetzerbewegung kam das Gerücht auf, die Polizei plane massive Räumungen für den Abend. Daraufhin wurde von Mitgliedern dieser Barrikaden auf Straßen in der Nähe errichtet und es kam zu ersten Zusammenstößen mit der Polizei, die Knüppel und Tränengas einsetzte. Demonstranten, die zum Kottbusser Tor getrieben wurden, schlugen dort die Scheiben von Banken und Supermärkten ein und kippten einen Streifenwagen um. Außerdem kam es zu Plünderungen. Ein 27-Jähriger wurde im Verlauf der Straßenschlacht durch einen Streifenwagen angefahren und schwer verletzt. Die Auseinandersetzung gilt als „die heftigste Straßenschlacht, die die Stadt in den letzten zehn Jahren erlebt hatte.“
Am nächsten Tag trafen sich Vertreter der Hausbesetzerbewegung und setzten ein Ultimatum zur Freilassung aller Festgenommenen des Vortages. Als das Ultimatum um 20 Uhr unerfüllt ablief, kam es zu einer Demonstration mehrerer tausend Menschen auf dem Kurfürstendamm. Dabei wurden Scheiben von Kaufhäusern und Banken zerstört und es kam zu Plünderungen von Geschäften. Außerdem kam es an verschiedenen Orten innerhalb Berlins zu Aktionen von zum Teil militanten Kleingruppen.
Am Abend des 14. Dezember wurde das Haus Fraenkelufer 48 dennoch besetzt. Die Polizei griff diesmal nicht ein.
Am 20. Dezember demonstrierten 15.000 Menschen vor dem Untersuchungsgefängnis in Moabit für die Freilassung der Festgenommenen.
Im März 1981 räumten Spezialeinheiten der Polizei die sogenannte „Fraenkelburg“: die Häuser Fraenkelufer 46, 48 und 50.

## Reaktionen
Am 13. Dezember 1980 wurde in den Presseberichten unter Berufung auf einen Polizeibericht als Auslöser der Straßenschlacht eine verhinderte Besetzung der Admiralstraße 18 genannt. Ab dem 14. und 15. Dezember sprachen die Zeitungen dann überwiegend korrekt von einer verhinderten Besetzung des Fraenkelufer 48, allerdings weiterhin fälschlich von einer gleichzeitigen Räumung der Admiralstraße 18.
Die Admiralstraße 18 war vom sozial-liberalen Senat in Berlin als Verhandlungsobjekt mit den Hausbesetzern vorgesehen gewesen. In der Folge wurde unter anderem vom Berliner Bausenator Harry Ristock in einem am 17. Dezember 1980 in der Zeitung „Der Abend“ gedruckten Interview behauptet, Mitglieder der Berliner Hausbesetzerbewegung (er sprach von „Chaoten“) hätten die Admiralstraße 18 in der „provokatorischen Absicht besetzt, Verhandlungen zwischen Hausbesetzern und dem Senat über eine Legalisierung der Besetzungen von vornherein zu verhindern“.

## Auswirkungen
Die gewalttätigen Auseinandersetzungen gelten als der „eigentliche Startschuss“ für die Welle an Hausbesetzungen Anfang der 1980er in Westberlin. Nach der Schlacht am Fraenkelufer nahm die Welle an Besetzungen zu. Fast täglich wurden neue Häuser besetzt bis schließlich im Sommer 1981 mit etwa 165 besetzten Häusern der Höchststand erreicht war.
Die vom sozial-liberalen Senat in Berlin geplanten Verhandlungen über eine Legalisierung der vereinzelten bereits bestehenden Besetzungen wurden durch die Straßenschlachten verhindert. Der Besetzerrat beschloss im Anschluss an die Straßenschlachten einen Verhandlungsstopp, solange nicht alle Festgenommenen freigelassen würden. Selbst kurz vor der Vertragsunterzeichnung stehende Verhandlungen wurden abgebrochen. Die Verhandlungen zwischen Besetzern und Senat scheiterten in der Folge an dieser Forderung. Erst im Frühjahr 1981 rückte der Besetzerrat schrittweise von dieser Forderung ab.
Außerdem kam es bis Mitte 1981 zu Demonstrationen mit mehreren tausend Teilnehmern, Straßenschlachten und Anschlägen mit Sachschaden, um der Forderung nach einer Amnestie für alle Hausbesetzer Nachdruck zu verleihen.